# Wasco
Los wasco son una tribu india oregoniana, relacionada lingüísticamente con las lenguas sahaptianas y con los chinook. Su nombre proviene de was’ko  “copa de cuerno” por la roca que había cerca de su poblado. También eran llamados dalles o wascopums.
Vivían en las orillas meridionales del río Columbia, en la región de Dalles, en Oregón. Hoy viven en la reserva de Warm Springs (Oregón).
En 1960 había 260 en Oregón. En 1970 aumentaron a 700 y, en 1980, según Asher, eran 750, de los cuales sólo 10 hablaban su lengua.
Constituían la mayor división de los altos chinook y, con los wishrams, constituían la división East Chinook. Eran sedentarios y vivían de la pesca del salmón, aunque más adelante adoptaron la agricultura.
En 1855 firmaron con otras tribus el Tratado de Wallawalla con los EE. UU., por el cual se establecieron en la reserva de Warm Springs (Oregón).
- Datos: Q5948733